# Estación de Guaguas de Las Palmas
La Estación de Guaguas de Las Palmas, también conocida como Estación de San Telmo o popularmente como El Hoyo, es uno de los dos principales intercambiadores de guaguas de la ciudad de Las Palmas de Gran Canaria. Esta es la más antigua en uso de la ciudad y concentra toda la actividad de transportes de guaguas del sur de Gran Canaria.

## Historia
La estación nace de forma improvisada sustituyendo la antigua estación de guaguas ubicada entre las calles Bravo Murillo y Eduardo, en un solar que surge en la década de 1960 debido a la ganancia de tierra al mar desde el Parque San Telmo hacia el antiguo Muelle Las Palmas. Este solar consistía tan solo en un hoyo de tierra, siendo esta la razón por la cual se sigue conociendo a este lugar como El Hoyo. Durante muchos años se reclamó la construcción de una estación acondicionada para guaguas. Hasta 1987 no se construyó la actual estación, que constaba de una planta subterránea donde estaban las paradas de guaguas, con un pasadizo comercial bajo la Avenida Rafael Cabrera que conectaría peatonalmente la estación con el Parque San Telmo y, sobre ella, una plaza. La estación sería gestionada por el Ayuntamiento de Las Palmas de Gran Canaria.
Sin embargo, tras apenas siete años, se procedió a una remodelación de la misma que se aprobaría en 1994. Esta remodelación tendría un presupuesto de 265 millones de pesetas y supuso una ampliación de la estación con la construcción de un nuevo acceso a la Avenida Marítima y la rehabilitacíón de la zona de paradas. Además, la gestión de la estación pasaría a manos de Guaguas Municipales, Salcai y Utinsa. Desde el año 2000, y tras la fusión de Salcai y Utinsa, esta sería la estación más importante de la red de Global. Actualmente, la estación es gestionada por la Autoridad Única del Transporte de Gran Canaria.
En el futuro está prevista una remodelación de la estación, ampliando la superficie para una mayor demanda y para incluir los servicios de MetroGuagua y el Tren de Gran Canaria. Se prevé que la ampliación mejore la conexión de Triana con el mar, y acoja toda la demanda posibles de guaguas, taxis y tren, además de ampliar las zonas verdes del Parque San Telmo.

## Zonas de paradas
La estación se divide en tres zonas de paradas: el interior, Avenida Rafael Cabrera y Avenida Marítima. En el interior de la estación, todas las paradas atienden servicios de la red de Global, mientras que las otras dos zonas albergan paradas de servicios de Guaguas Municipales.

### Líneas Global
Distribución de la estación a 11 de mayo de 2020:
| Estación de Guaguas (Interior) | Estación de Guaguas (Interior) | Estación de Guaguas (Interior) | Estación de Guaguas (Interior) | Estación de Guaguas (Interior)                                                      |
| Andén                          | Línea                          | Origen                         | Destino                        | Trayecto                                                                            |
| ------------------------------ | ------------------------------ | ------------------------------ | ------------------------------ | ----------------------------------------------------------------------------------- |
| 1                              | 327                            | Las Palmas de G.C.             | Lomo Blanco                    | Circular                                                                            |
| 1                              | 328                            | Plaza Manuel Becerra           | Campus Universitario           |                                                                                     |
| 2                              | 313                            | Las Palmas de G.C.             | El Fondillo                    | Por Lomo Blanco                                                                     |
| 3                              | 302                            | Las Palmas de G.C.             | Santa Brígida                  | Por La Calzada                                                                      |
| 3                              | 311                            | Las Palmas de G.C.             | Santa Brígida                  | Por Bandama y La Atalaya                                                            |
| 4                              | 301                            | Las Palmas de G.C.             | Santa Brígida                  | Por Tafira                                                                          |
| 4                              | 303                            | Las Palmas de G.C.             | San Mateo                      | Por Tafira y Santa Brígida                                                          |
| 5                              | 116                            | Las Palmas de G.C.             | Moya                           | Circular. Por Cabo Verde - Moya - Los Dragos                                        |
| 5                              | 117                            | Las Palmas de G.C.             | Moya                           | Circular. Por Los Dragos - Moya - Cabo Verde                                        |
| 6                              | 103                            | Las Palmas de G.C.             | Puerto de Las Nieves           | Por Agaete                                                                          |
| 6                              | 105                            | Las Palmas de G.C.             | Gáldar                         | Por Guía                                                                            |
| 7                              | 204                            | Las Palmas de G.C.             | Firgas                         | Por Bañaderos y Casabanca                                                           |
| 7                              | 234                            | Las Palmas de G.C.             | Arucas                         | Directo                                                                             |
| 8                              | 206                            | Las Palmas de G.C.             | Arucas                         | Por Bañaderos                                                                       |
| 8                              | 210                            | Las Palmas de G.C.             | Arucas                         | Por Cardones                                                                        |
| 9                              | 15                             | Las Palmas de G.C.             | Las Remudas                    | Circular.                                                                           |
| 9                              | 74                             | Las Palmas de G.C.             | Eucalipto 2                    | Por Valle de Jinámar                                                                |
| 9                              | 75                             | Las Palmas de G.C.             | Vial costero de Telde          | Hacia Salinetas, por La Garita y Melenara                                           |
| 10                             | 12                             | Las Palmas de G.C.             | Telde                          | Circular. Por Valle de Jinámar                                                      |
| 11                             | 80                             | Las Palmas de G.C.             | Telde                          | Directo                                                                             |
| 12                             | 55                             | Las Palmas de G.C.             | Valle de Jinámar               | Circular                                                                            |
| 13                             | 55                             | Las Palmas de G.C.             | Valle de Jinámar               | Circular                                                                            |
| 14                             | 59                             | Las Palmas de G.C.             | Ramblas de Jinámar             | Circular. Por Valle de Jinámar                                                      |
| 15                             | 57                             | Las Palmas de G.C.             | La Montañeta                   | Por Jinámar                                                                         |
| 15                             | 58                             | Las Palmas de G.C.             | Tafira                         |                                                                                     |
| 16                             | 1                              | Las Palmas de G.C.             | Puerto de Mogán                | Por Vecindario, Bahía Feliz, San Agustín, Arguineguín, Puerto Rico y Playa del Cura |
| 16                             | 5                              | Las Palmas de G.C.             | Faro de Maspalomas             | Por Vecindario, Bahía Feliz, San Agustín, Playa del Inglés y San Fernando           |
| 16                             | 23                             | Las Palmas de G.C.             | Playa de Arinaga               | Por Cruce de Arinaga                                                                |
| 17                             | Sin servicio                   | Sin servicio                   | Sin servicio                   | Sin servicio                                                                        |
| 18                             | 216                            | Las Palmas de G.C.             | Teror                          | Por El Toscón                                                                       |
| 18                             | 220                            | Las Palmas de G.C.             | Artenara                       | Por Teror                                                                           |
| 18                             | 229                            | Las Palmas de G.C.             | Teror                          | Por San José del Álamo                                                              |
| 19                             | 205                            | Las Palmas de G.C.             | Arucas                         | Por Tamaraceite                                                                     |
| 20                             | 223                            | Las Palmas de G.C.             | Las Mesas                      | Circular                                                                            |
| 20                             | 317                            | Las Palmas de G.C.             | Los Giles                      | Desemboca en Parque Santa Catalina                                                  |
| 21                             | 335                            | Las Palmas de G.C.             | Tamaraceite                    | Por Ciudad del Campo Alto y San Lorenzo                                             |
| 22                             | 224                            | Las Palmas de G.C.             | Lomo Los Frailes               | Circular. Por Circunvalación                                                        |
| 22                             | 304                            | Las Palmas de G.C.             | Lomo Blanco                    |                                                                                     |
| 22                             | 316                            | Las Palmas de G.C.             | Cementerio San Lázaro          |                                                                                     |
| 22                             | 320                            | Las Palmas de G.C.             | Ciudad del Campo Alto          |                                                                                     |
| 23                             | 50                             | Las Palmas de G.C.             | Faro de Maspalomas             | Directo. Por El Veril, San Fernando y Cruce el Tablero                              |
| 24                             | 30                             | Las Palmas de G.C.             | Faro de Maspalomas             | Directo. Por Bahía Feliz, San Agustín y Playa del Inglés                            |
| 25                             | 30                             | Faro de Maspalomas             | Las Palmas de G.C.             | Hacia Parque Santa Catalina                                                         |
| 25                             | 60                             | Aeropuerto                     | Las Palmas de G.C.             | Hacia Parque Santa Catalina                                                         |
| 25                             | 91                             | Puerto de Mogán                | Las Palmas de G.C.             | Hacia Parque Santa Catalina                                                         |
| 26                             | 60                             | Las Palmas de G.C.             | Aeropuerto                     | Directo                                                                             |
| 27                             | 91                             | Las Palmas de G.C.             | Puerto de Mogán                | Directo. Por Arguineguín, Puerto Rico y Playa del Cura                              |
| 28                             | Sin servicio                   | Sin servicio                   | Sin servicio                   | Sin servicio                                                                        |
| 29                             | 8                              | Las Palmas de G.C.             | Castillo del Romeral           | Por Vecindario                                                                      |
| 29                             | 350                            | Las Palmas de G.C.             | Polígono de Arinaga            | Semidirecto. Por Cruce de Arinaga                                                   |
| 30                             | 11                             | Las Palmas de G.C.             | Agüimes                        | Por Ingenio                                                                         |
| 30                             | 21                             | Las Palmas de G.C.             | Agüimes                        | Semidirecto. Por Ingenio                                                            |

### Líneas Guaguas Municipales
La parada de Avenida Marítima se encuentra en la calzada de norte a sur de la autopista. Muchas de las líneas que paran en esta parada van rumbo a las estaciones del sur de la ciudad, como Teatro.
| Avenida Marítima | Avenida Marítima | Avenida Marítima       | Avenida Marítima | Avenida Marítima |
| Código           | Línea            | Origen                 | Destino          | Trayecto         |
| ---------------- | ---------------- | ---------------------- | ---------------- | ---------------- |
| 36               | 10               | Hospital Doctor Negrín | Teatro           | Express          |
| 36               | 11               | Hospital Doctor Negrín | Teatro           | Por La Feria     |
| 36               | 12               | Puerto                 | Hoya de La Plata |                  |
| 36               | 17               | Auditorio              | Teatro           |                  |

Por otra parte, las paradas de Avenida Rafael Cabrera son de líneas que van hacia el norte de la ciudad, principalmente con destino a los intercambiadores de Puerto o Auditorio.
| Avenida Rafael Cabrera | Avenida Rafael Cabrera | Avenida Rafael Cabrera | Avenida Rafael Cabrera | Avenida Rafael Cabrera                          |
| Código                 | Línea                  | Origen                 | Destino                | Trayecto                                        |
| ---------------------- | ---------------------- | ---------------------- | ---------------------- | ----------------------------------------------- |
| 3                      | 1                      | Teatro                 | Puerto                 |                                                 |
| 3                      | 10                     | Teatro                 | Hospital Doctor Negrín | Express                                         |
| 3                      | 12                     | Hoya de La Plata       | Puerto                 |                                                 |
| 3                      | 17                     | Teatro                 | Auditorio              |                                                 |
| 3                      | L1                     | Hoya de La Plata       | Puerto                 | Servicio nocturno                               |
| 496                    | 8                      | Teatro                 | Lomo La Cruz           | Solo de lunes a viernes                         |
| 496                    | 9                      | Hoya de La Plata       | Hospital Doctor Negrín |                                                 |
| 496                    | 25                     | Campus Universitario   | Auditorio              | Desde Guiniguada solo en verano y fin de semana |
| 496                    | 80                     | Teatro                 | San Francisco          | Solo de lunes a viernes                         |
| 496                    | 82                     | Teatro                 | La Paterna             |                                                 |
| 496                    | 84                     | Teatro                 | Lomo La Cruz           | Por San Francisco. Solo los fines de semana     |
| 496                    | 91                     | Teatro                 | Tamaraceite            |                                                 |
| 496                    | L2                     | Teatro                 | Santa Catalina         | Servicio nocturno                               |
| 496                    | L3                     | Teatro                 | Tamaraceite            | Servicio nocturno                               |

#### MetroGuagua (en construcción)[8]
| << Cabecera      | < Estación | Línea       | Estación >      | Cabecera >> |
| ---------------- | ---------- | ----------- | --------------- | ----------- |
| Hoya de la Plata | Teatro     | MetroGuagua | Fuente Luminosa | Puerto      |

Tren de Gran Canaria (en proyecto)
| << Cabecera | < Estación       | Línea | Estación >     | Cabecera >>    |
| ----------- | ---------------- | ----- | -------------- | -------------- |
| Meloneras   | Hospital Insular | TGC   | Santa Catalina | Santa Catalina |